# Ян Согиль
Ян Согиль (Ян Сок Иль; 13 августа 1936 — 29 июня 2024) — японский писатель и поэт корейского происхождения, актёр. Японизированное чтение имени — Ян Согиру. Основные сочинения: «Такси-рапсодия» (タクシー狂躁曲), «На карту поставлена ночь» (夜を賭けて), «Кровь и кости» (血と骨), «Дети тьмы» (闇の子供たち), «Переплыви ночную реку» (夜の河を渡れ) и др. Многие произведения экранизированы. На русский язык переведён очерк «На Синдзюку» из «Такси-рапсодии».

## Биография
Родился в 1936 году в Осаке в Икаино, корейском районе города, в семье перебравшихся туда выходцев с острова Чеджудо. Относительное благополучие первых послевоенных лет, когда отец преуспел, занимаясь производством и сбытом камабоко (тушёной тёртой рыбы), окончилось, когда тот бросил семью. Будучи учеником старших классов, принимал участие в антиамериканских волнениях в г. Утинада. Литературой заинтересовался во многом благодаря знакомству с также выросшим в Икаино поэтом Ким Сичжоном, под влиянием которого начал писать стихи и публиковаться в курируемом Ассоциацией северокорейских граждан в Японии додзинси.
Сменив ряд профессий (сапожника, сборщика металлолома, продавца в магазине одежды и пр.), на деньги, занятые у отца, открыл собственную типографию. После того, как типография обанкротилась, скрываясь от кредиторов, бежал в Сендай, где некоторое время держал небольшой бар, однако из-за непосильных долгов бросил и его, перебравшись в Токио на Синдзюку, где начал работать таксистом. Уже в Токио получил весть от находящегося при смерти отца с предложением стать его преемником, но отказался. Вскоре после этого отец скончался, а всё его состояние в соответствии с завещанием было переправлено в Северную Корею.
Многолетний опыт работы таксистом подтолкнул к возобновлению занятий литературой. Дебют в прозе пришёлся на 1981 год (до этого был издан поэтический сборник «По ту сторону кошмаров», 夢魔の彼方へ, 1980), когда был опубликован сборник «Такси-рапсодия» (タクシー狂躁曲), где в публицистическом жанре была описана изнанка городской жизни. Впоследствии режиссёром Ёити Сай была снята экранизация этой книги под названием «Где восходит Луна?» (月はどっちに出ている, 1993), привлёкшая к себе большой интерес зрителей. Работу таксистом Ян вынужденно прервал в результате двух серьёзных аварий и полученных в их результате травм. Подрабатывая продавцом, он продолжил писать. Одно из произведений тех лет, «На карту поставлена ночь» (夜を賭けて) было номинировано на премию Наоки.
В 1998 году вышла книга «Кровь и кости» (血と骨), где, использовав в качестве прототипа собственного отца, Ян на фоне послевоенных японских реалий графично представил бурное течение жизни, расцвет и забвение человека, обуянного жаждой наживы, плотскими страстями и собственным догматизмом. Роман был удостоен премии Сюгоро Ямамото (также номинировался на премию Наоки) и, как и ранее «Такси-рапсодия», был экранизирован в 2004 году режиссёром Ёити Сай.
В 2002 году был опубликован провокационный роман «Дети тьмы» (闇の子供たち), повествующий о педофилии, детской работорговле и торговле органами в Таиланде. Режиссёром Дзюндзи Сакамото в 2008 году был снят одноимённый фильм, премьера которого на международном кинофестивале в Бангкоке завершилась скандалом и запретом демонстрации фильма.
Как актёр известен главной ролью в фильме «Семейный кинематограф», снятом по мотивам произведения другой дзайнити-писательницы Ю Мири, удостоенного премии Акутагавы. Также принимал участие в съёмках образовательных телепрограмм.
Умер утром 29 июня 2024 года в больнице Токио в возрасте 87 лет.

## Издания на русском языке
- Ян Согиру. На Синдзюку // Он. Сб. новелл / Пер. Т. Розановой. — М.: Иностранка, 2003. — С. 1—24. — ISBN 5941451636.